# گوپینات (فیلم)
گوپینات (به هندی: Gopinath) فیلمی محصول سال ۱۹۴۸ و به کارگردانی مانش کائول است. در این فیلم بازیگرانی همچون راج کاپور، تریپتی میترا، لاتیکا ایفای نقش کرده‌اند.